# Кромвель, Грегори, 1-й барон Кромвель
Грегори Кромвель, 1-й барон Кромвель (англ. Gregory Cromwell, 1st Baron Cromwell; около 1520 — 4 июля 1551) — английский дворянин, землевладелец и пэр. Единственный сын тюдоровского государственного деятеля Томаса Кромвеля, 1-го графа Эссекса, (ок. 1485—1540) и Элизабет Уикс (? — 1529).
Отец Грегори Томас Кромвель поднялся из безвестности, чтобы стать главным министром Генриха VIII, который пытался модернизировать правительство за счёт привилегий дворянства и церкви. Он использовал свой пост для продвижения религиозной реформы и был одним из самых сильных сторонников Английской Реформации.
В 1537 году Грегори женился на Элизабет, леди Агтред (ок. 1518—1568), вдове сэра Энтони Агтреда, сестре Джейн Сеймур и, таким образом, стал свояком короля Англии Генриха VIII и дядей будущего короля Эдуарда VI. Грегори пережил драматическое падение королевской милости и последующую казнь своего отца в 1540 году, а также изгнание своего шурина и покровителя Эдварда Сеймура в 1549 году. Он стал богатым землевладельцем, владея землей и собственностью в нескольких графствах Англии, главным образом в Ратленде и Лестершире. Семейные связи Грегори обеспечили ему богатство, собственность и привилегии; однако именно благодаря его собственному уму и способностям в сочетании с замечательным образованием и подготовкой, предоставленными его отцом, он смог извлечь из них пользу, оставив свою жену и семью хорошо обеспеченными после его смерти. Грегори наследовал его старший сын и наследник Генри.
Грегори Кромвель умер в июле 1551 года. Он мог позировать для двух портретных миниатюр Ганса Гольбейна-младшего.

## Ранние годы

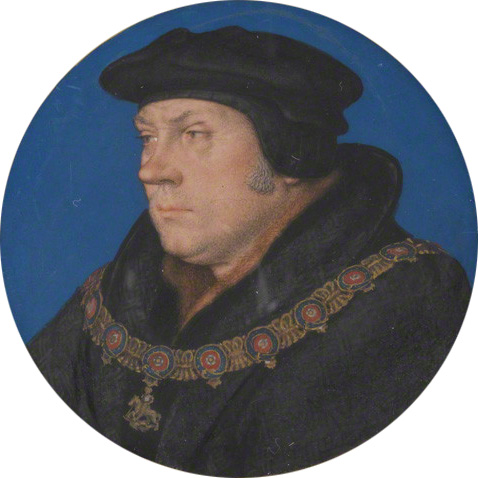
Томас Кромвель, 1-й граф Эссекс, художник Ганс Гольбейн-младший

Грегори Кромвель родился в Лондоне около 1520 года. Преуспевающий купец и юрист, Томас Кромвель был человеком относительно скромного происхождения, чей ум и способности позволили ему подняться и стать самым могущественным человеком в Англии после короля. Его собственный отец, Уолтер Кромвель, был мастером на все руки — кузнецом, валяльщиком шерсти и пивоваром, который время от времени попадал в поле зрения властей. Томаса Кромвеля ещё мальчиком отправили в школу, где он научился читать и писать и немного изучил латынь. Томас Кромвель дал более обширное образование своему собственному сыну Грегори.
У Томаса и Элизабет осталось трое детей — сын Грегори и две дочери Энн и Грейс. Жена Томаса Кромвеля умерла в начале 1529 года, а его дочери, Энн и Грейс, как полагают, умерли вскоре после матери. Положения, содержащиеся в завещании Томаса Кромвеля от 12 июля 1529 года, касающиеся Энн и Грейс, были вычеркнуты позднее. У Томаса Кромвеля также была внебрачная дочь Джейн (ок. 1530/1535 — 1580), около 1550 года ставшая женой Уильяма Хоу (ок. 1527—1585) из Лейтона, графство Чешир.
Грегори Кромвель разделял интересы и религиозные убеждения своего отца и внимательно следил за религиозными событиями, происходившими в Англии, пока его отец занимал свой пост. Близкие друзья Грегори, Уильям Сесил и Ральф Сэдлер, были известными приверженцами реформатской веры.
После смерти жены и дочерей Томас Кромвель занимался воспитанием своего сына Грегори и сына своей сестры Кэтрин — Ричарда Уильямса (Кромвеля). В одном из писем Ричарда к дяде он оплакивал их разлуку. Он писал, что «я никогда не желал ничего больше, чем после вашего отъезда, видеть вас, и не думал больше времени в ваше отсутствие». Грегори был столь же экспансивен в письме, где он просил только благословения своего отца, которое он описал как «большее сокровище для меня, чем все изобилие мирских благ». Грегори держался поближе к отцу и с уважением относился к своему старшему кузену Ричарду Кромвелю, который отличился воинским мастерством и отвагой. К осени 1529 года он принял имя Кромвель. Ричард, должно быть, любил своего кузена Грегори, оставив ему в завещании «великолепного коня».

## Образование

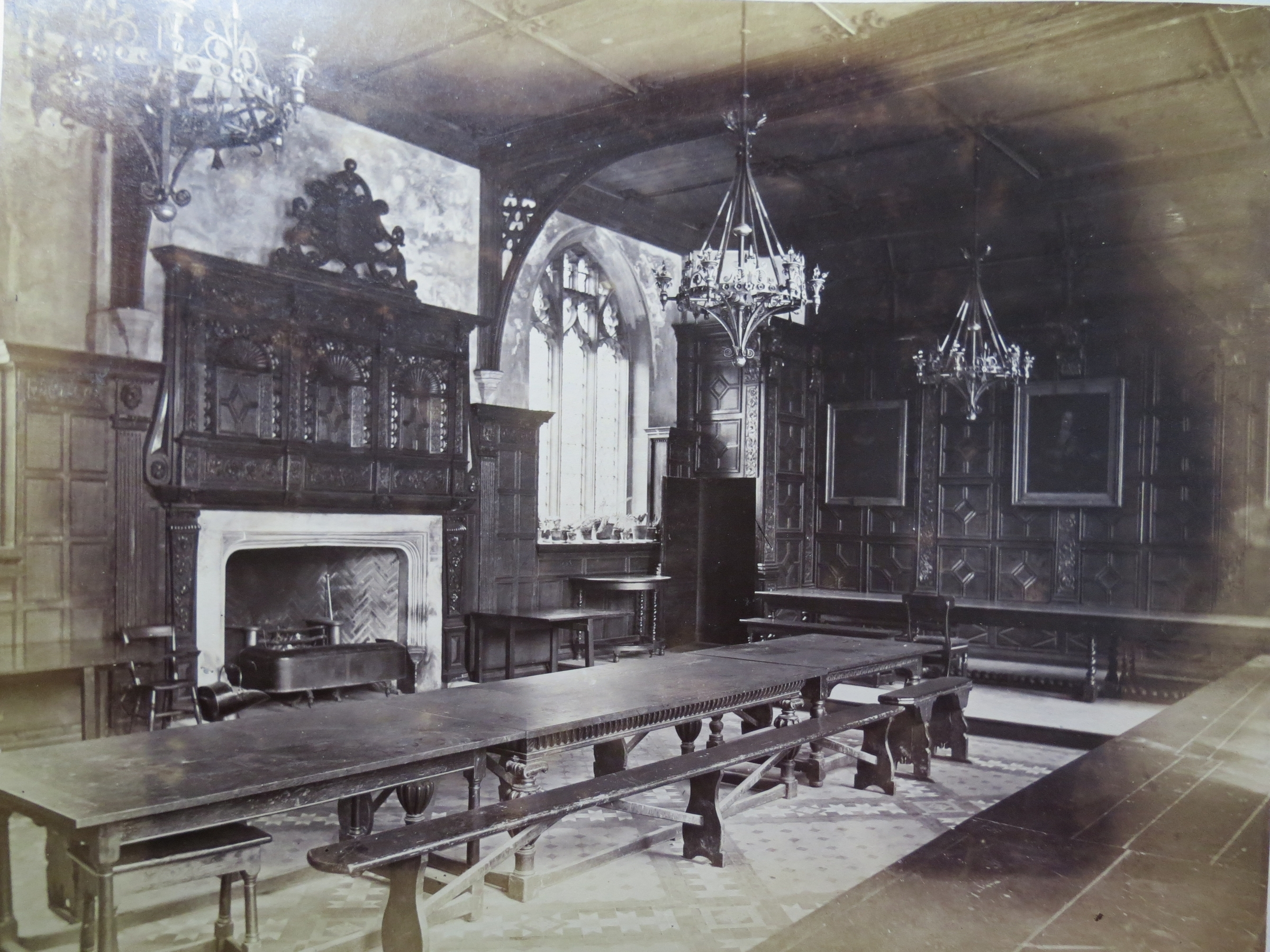
Оригинальный средневековый обеденный зал колледжа Пембрук, Кембридж, с тех пор разрушен и перестроен

Томас Кромвель позаботился о том, чтобы его сын получил самое лучшее образование в Кембридже с несколькими тщательно подобранными наставниками, часто посылая подарки Грегори и его старшим товарищам. Грегори учился в Кембридже с 1528 по 1533 год. Во время учебы он жил в Пембрук-Холле и колледже Христа, а также в домах друзей и коллег своего отца.
Среди учителей Грегори Кромвеля в Кембридже были Джон Чекинг, Генри Локвуд, Джон Хант. Затем Грегори был отдан под опеку и надзор друзей и соратников его отца. Ими были епископ Личфилда и Ковентри Роланд Ли (? — 1543), сэр Ричард Саутвелл (1504—1564), член Тайного совета, и Генри Дроуз (1501—1550). Последний руководил обучением своего ученика латыни, французскому языку и другим предметам. Дауэс, по-видимому, сохранил свои отношения с Грегори Кромвелем после того, как перестал быть его наставником.

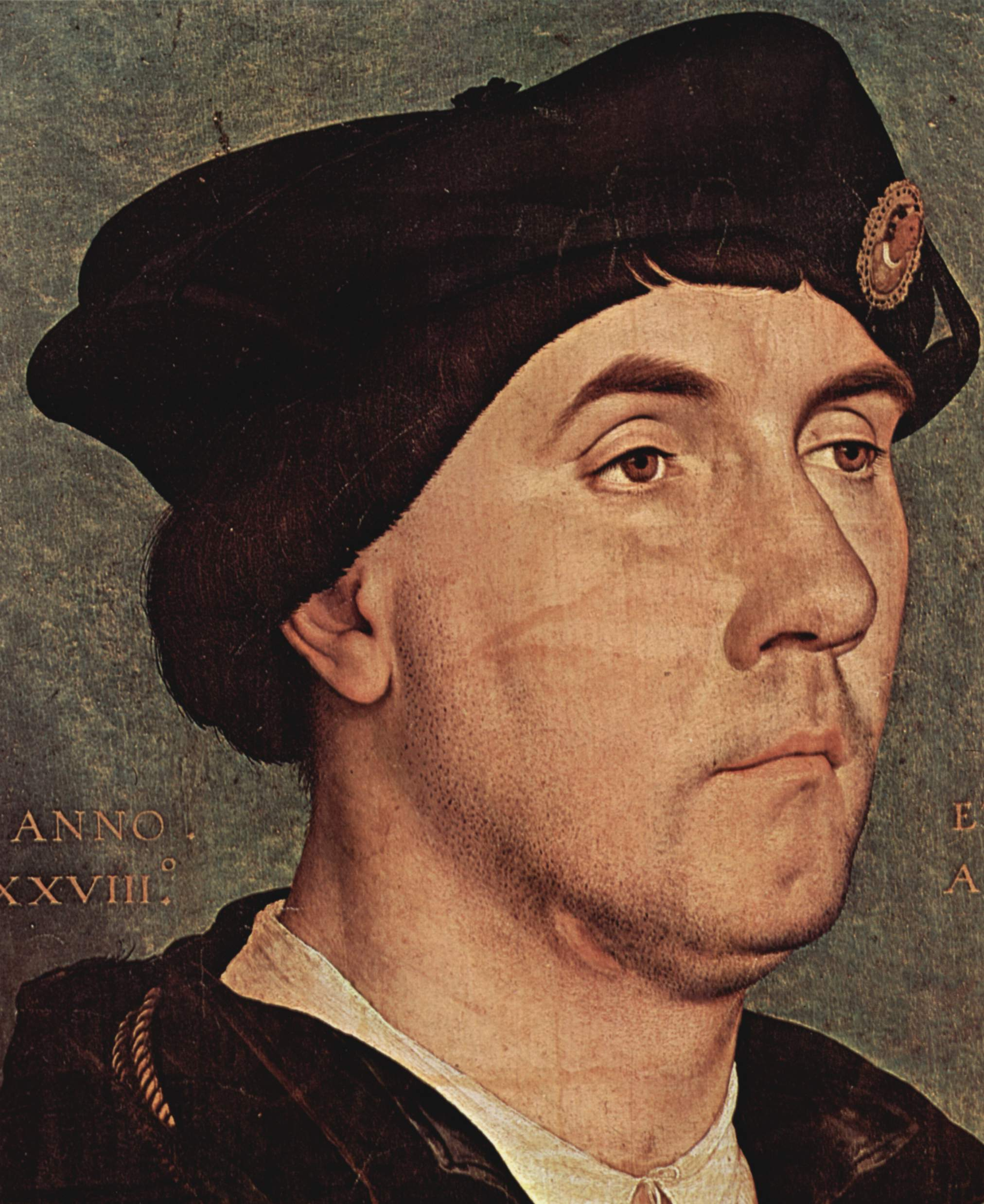
Сэр Ричард Саутвелл (ок. 1502—1564), портрет работы Ганса Гольбейна-младшего

В 1540 году сэр Ричард Моррисон (ок. 1513—1556), английский учёный-гуманист и дипломат, который был протеже Томаса Кромвеля, пропагандистом Генриха VIII, а затем английским послом при немецком дворе германского императора Карла V Габсбурга, посвятил Грегори свой перевод Introductio ad sapientiam Хуана Луиса Вивеса.
Томас Кромвель, под влиянием гуманистического взгляда на подготовку к активной жизни, приложил много усилий к воспитанию своего сына, хотя учёба мальчика не всегда велась по гуманистическим направлениям. Кромвель утвердил учебную программу, включающую изучение трудов Эразма, английской и древней истории, музыки и упражнений с оружием для Грегори.
В письме к Томасу Кромвелю Генри Доуз, наставник Грегори, подробно рассказывает, как его сын изучал французский, латынь, английский, бухгалтерию, музыку, римскую и греческую историю. Он упражнялся в стрельбе из лука, играл на лютне и разделял отцовскую любовь к охоте, соколиной охоте и верховой езде. Грегори и его двоюродному брату Кристоферу Уэллифеду было позволено предаваться своей любви к охоте во время перерывов в учёбе.

## Брак и дети

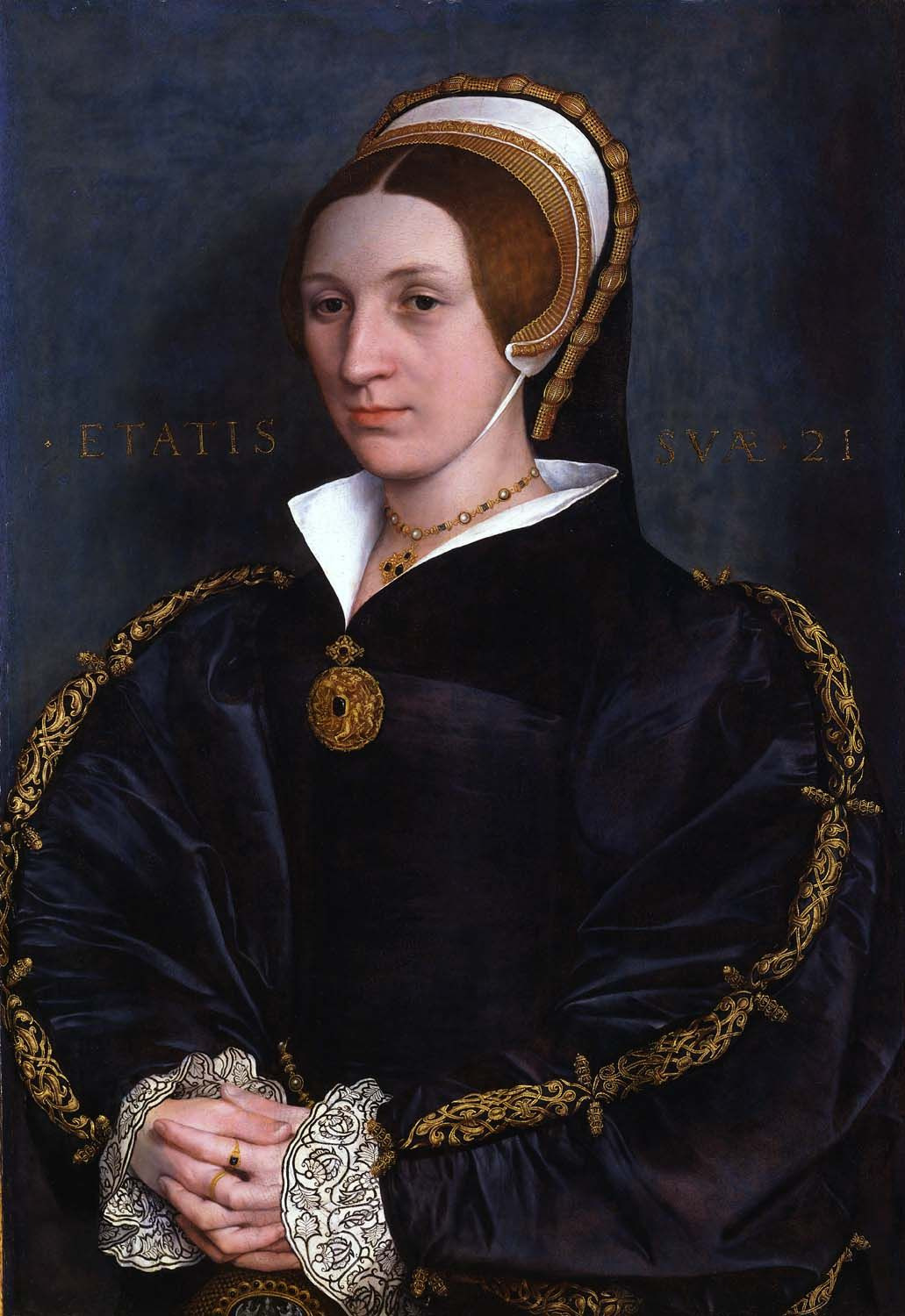
Портрет дамы, вероятно, члена семьи Кромвелей, возможно, Элизабет Сеймур, ок. 1535—1540 года, автор Ганс Гольбейн-младший

В марте 1537 года Элизабет, леди Агтред (1518—1568), написала Томасу Кромвелю из Йорка, прося его разрешения на приобретения одного из монастырей, которые вскоре должны были быть распущены. В возрасте около 19 лет она была вдовой сэра Энтони Агтреда, умершего в 1534 году, младшей дочерью сэра Джона Сеймура, сестры королевы Джейн Сеймур и будущего лорда-протектора Сомерсета. Кромвель не упустил такой возможности и предложил ей выйти замуж за его сына и наследника, Грегори. К июню, по-видимому, предложение Кромвеля было принято, хотя Грегори был не единственным ее поклонником. Сэр Артур Дарси написал ей 15 июня, сожалея о своей утрате: «если бы я остался здесь, в деревне, я был бы рад принять и вас, но, как я уже сказал, какой-нибудь южный лорд заставит вас забыть о Севере». Супруги поженились 3 августа 1537 года в Мортлейке.
Историк Дерек Уилсон отмечал, что, женив своего сына Грегори на младшей сестре тогдашней королевы, Томас Кромвель "породнился браком с королем, и это событие стоило бы запечатлеть для потомков портретом его невестки. Портрет Ганса Гольбейна, датированный примерно 1535—1540 годами, выставленный в Музее искусств Толедо как портрет дамы, вероятно, члена семьи Кромвелей (1926.57), некогда считавшейся королевой Кэтрин Говард, может вместо этого изображать жену Грегори Кромвеля. Родившись примерно в 1518 году, Элизабет вероятно, была на 21-м году жизни в 1539 или 1540 году. Портрет, возможно, был заказан Томасом Кромвелем между январем 1540 года и началом июня 1540 года, когда Анна Клевская была королевой-консортом и до его ареста. Возможно также, что портрет Грегори был написан в то же время и не сохранился.
У Элизабет было двое детей от брака с Энтони Агтредом (ок. 1478—1534). Сэр Ричард Саутвелл писал Томасу Кромвелю в августе 1537 года, что видел «ребенка миледи, вашей дочери, в монастыре Уилберфосс, Йоркшир, который был в добром здравии во время написания этой книги. Когда автор упоминает миледи, вашу дочь, он может иметь в виду только новую невестку Кромвеля, леди Агтред, и ребенок был в Йоркшире, где она жила все годы после своего замужества. Этим ребенком, возможно, был Генри Агтред, родился около 1533 года в Джерси, или Марджери Агтред из Кексби, Йоркшир, которая вышла замуж за Уильяма Хунгейта из Бернби, Йоркшир.
Элизабет заверила своего нового тестя, что „больше всего на свете утешает меня то, что я нахожу вашу светлость довольной мною, и что вы будете моим добрым господином и отцом, который, я надеюсь, никогда не заслужит другого, а скорее даст повод для продолжения того же самого“.
Неизвестно, кто предложил этот брак — Томас Кромвель или Эдвард Сеймур, но брак, судя по всему, был счастливым, а брат и тесть Элизабет, несомненно, поддерживали дружеские отношения. Эдвард Сеймур, в то время виконт Бошан, написал Кромвелю 2 сентября 1537 года, чтобы узнать, как он поживает после его отъезда. Желал, чтобы Кромвель был с ним, когда ему следовало бы лучше всего играть с луком, гончими и ястребами, и слал благодарности своему шурину и сестре, добавляя: „и я молю Бога, чтобы он вскоре послал мне через них племянника“.
У Грегори и Элизабет было пятеро детей:
- Генри Кромвель, 2-й барон Кромвель (1538—1592), до 1560 года он был женат на Мэри полет, дочери Джона Пола, 2-го маркиза Уинчестера. У супругов было трое детей:
  - Эдвард Кромвель, 3-й барон Кромвель (ок. 1560 — 27 апреля 1607), первым браком женился на Элизабет Аптон (умер 1592/1593), а его второй женой стала Фрэнсис Ругге (? — 1631). У супругов было трое детей: сын, Томас Кромвель, 1-й граф Ардгласс, и две дочери, Фрэнсис и Энн.
  - Сэр Грегори Кромвель, женился на Фрэнсис, дочери сэра Эдварда Гриффина из Дингли, графство Нортгемптоншир.
  - Кэтрин Кромвель (? — 24 марта 1621), вышла замуж 10 февраля 1581 года в Норт-Элмеме, графство Норфолк, за сэра Лайонела Толлмаша, 1-го баронета Хелмингема, графство Суффолк (до 14 декабря 1562—1612), сына Сэра Лайонела Толлмаша и Сьюзен Джермин. У них родился сын, Сэр Лайонел Толлмаш, 2-й баронет.
- Эдвард Кромвель (1539 — до 1553)
- Томас Кромвель (ок. 1540 — февраль 1610/апрель 1611), получил образование в Колледже Святого Иоанна в Кембридже. Был женат с 1580 года на Кэтрин (умерла в 1615/1616), дочери Томаса Гарднера из Коксфорда, 5 сыновей и 4 дочери.
- Кэтрин Кромвель (ок. 1541 — ?), жена Джона Строуда из Парнэма, Дорсет, сына Роберта Строуда и Элизабет Ходи, имела шестерых сыновей
- Фрэнсис Кромвель (ок. 1544 — 7 февраля 1562), муж с 1560 года Ричард Строуд (? — 1581) из Ньюнхема (Девон), сын Уильяма III Строуд (1512—1579) и его жены Элизабет Кортни, дочь и наследница Филиппа Кортни, младшего сына сэра Филипа Кортни (? — 1488). У них был один сын, Уильям Строуд (? — 1637), член парламента.

## Смерть королевы Джейн
Предположительно, Грегори все еще находился на службе у своего отца, и они с женой жили в одном из многочисленных домов Томаса Кромвеля после свадьбы, однако в записях нет никаких упоминаний о Грегори и Елизавете до смерти королевы Джейн 24 октября 1537 года, менее чем через три месяца после их свадьбы. 12 ноября они приняли участие в похоронной процессии покойной королевы. Грегори и его двоюродный брат Ричард Кромвель несли знамёна, а их жены были среди главных плакальщиц. Смерть сестры была не только личной трагедией Элизабет, но и имела долгосрочные последствия для Кромвелей, особенно для Томаса Кромвеля, которые невозможно было предвидеть.

## Карьера и общественная жизнь, 1537—1539
После женитьбы Грегори Кромвель продолжил обучение на службе у отца. За свою карьеру он занимал несколько должностей, в том числе:
- Мировой судья, Сассекс, 1538 год
- Рейнджер, Ратлендский Лес, 1545 год
- Комиссар по сборам, Лестершир, 1546 год
- Комиссар по помощи, 1550 год
- различные другие комиссии 1539—1551 годы

### Льюис
Первый ребенок супругов, Генри, был крещен 1 марта 1538 года, вероятно, в Хэмптон-Корте, где леди Мэри почти наверняка была крестной матерью. Вскоре после крещения Грегори и его жена уехали в Льюис в Сассексе, прибыв с большой свитой в бывший монастырь Сент-Панкрасе, недавно приобретенный Томасом Кромвелем.
Находясь в Сассексе, Грегори стал мировым судьей, что было его первой официальной должностью. 16 февраля 1538 года Томасу Кромвелю и его наследникам были пожалованы участок и владения монастыря Сент-Панкрас в Льюисе. Их протяженность была значительной. Снос монастыря начался без промедления, однако приоратский дом не был снесен и был зарезервирован в качестве места жительства для нового владельца. В апрельском письме к отцу Грегори Кромвель подробно описывает свой приезд, теплый прием и подарки, оказанные ему и его жене соседскими семьями. Но в мае в Льюисе вспыхнула эпидемия чумы. Супруги покинули Льюис и поспешно удалились в другой дом Томаса Кромвеля, который назывался „Мотт“, примерно в четырех милях от города. В конце июня король должен был прибыть в Льюис в своем путешествии. Грегори Кромвель написал отцу, что чума в городе еще не совсем утихла. Грегори и его жена должны были покинуть Сассекс в 1539 году, и их дом в Льюисе был расформирован.

### Замок Лидс

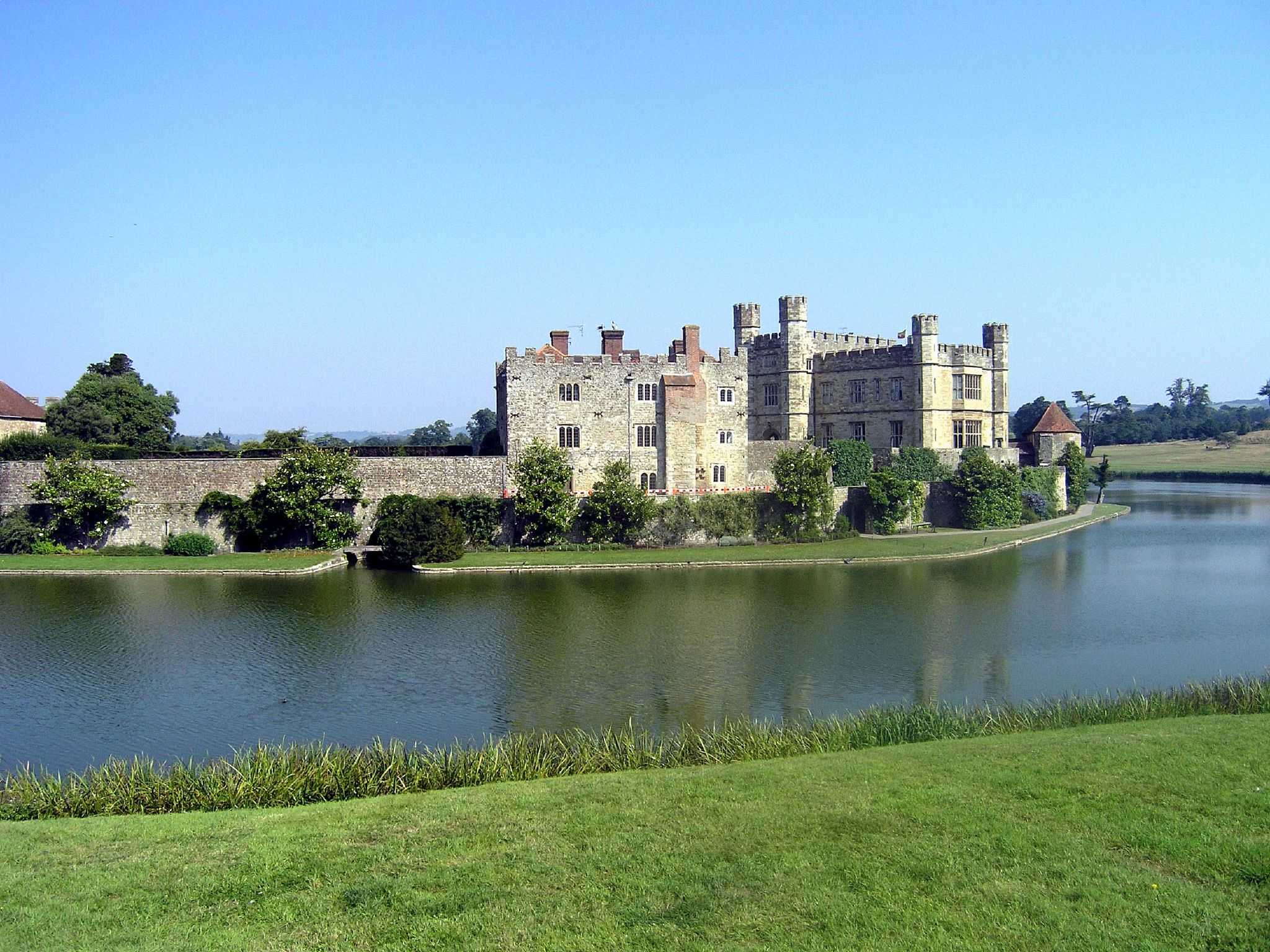
Замок Лидс

После назначения Томаса Кромвеля констеблем замка Лидс, графство Кент, в январе 1539 года, его сын Грегори и его жена переехали в этот замок. Грегори и его жена жили в основном в замке Лидс за счет Томаса Кромвеля с момента их прибытия и до его ареста в июне 1540 года. Живя там, Грегори был избран одним из рыцарей графства Кент в парламент того же года. Его партнер, лорд-смотритель портов Чинкве Сэр Томас Чейн, по-видимому, обеспечивая его возвращение по просьбе отца. Примечательно, что Грегори Кромвелю не исполнился и двадцати одного года. Его избрание следует рассматривать как один из шагов в кампании Томаса Кромвеля по обеспечению» сговорчивого" парламента.

### Приветствие Анны Клевской в Кале

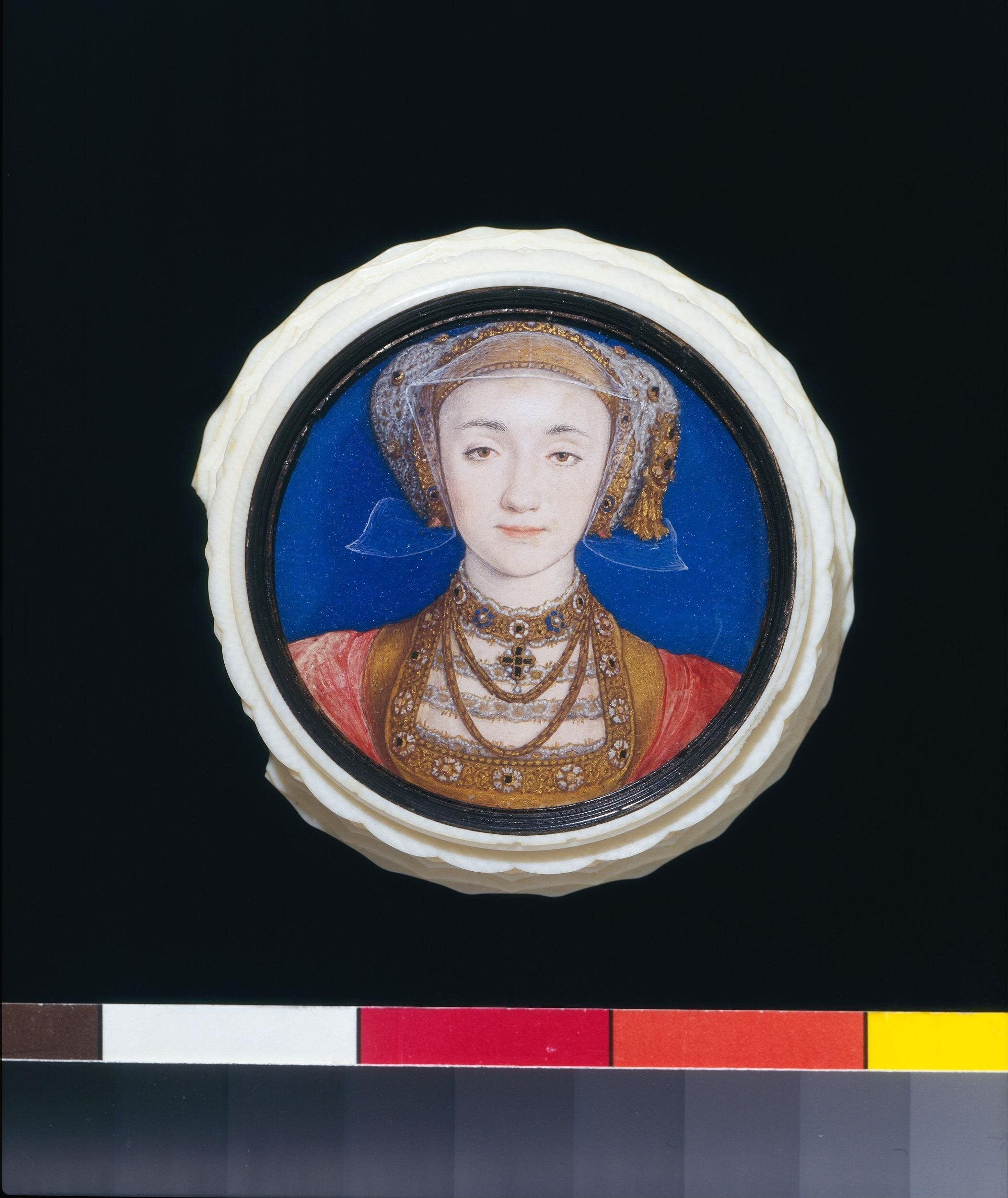
Анна Клевская (1515—1557), четвёртая супруга английского короля Генриха VIII, миниатюра Ганса Гольбейна-младшего

Грегори Кромвель был вызван в парламент 28 апреля 1539 года. В декабре 1539 года в составе большой делегации английской знати он отправился в Кале, чтобы приветствовать Анну Клевскую, будущую невесту короля Генриха VIII. В это время Грегори написал отцу несколько писем, в которых подробно описывал трудности перехода из Дувра в Кале (двенадцатичасовое путешествие), сообщая, что многие из сопровождавших его джентльменов были «чрезвычайно раздосадованы болезнью», и уверяя отца, что он и лорд-адмирал не были среди них. Более чем вероятно, что это был его первый раз на борту корабля вдали от английского материка. Он описывает свои впечатления при первом взгляде на Кале, как он видел замок и блокгаузы и другие крепости и рассказывает о радостях пира, развлечений и рыцарских поединков в ожидании новой невесты Генриха VIII.
Адмирал и его свита до приезда Анны Клевской он провел в Кале около девяти дней, проводя это время отчасти за турнирами и другими развлечениями. Анна Клевская прибыла в четверг, 11 декабря. В миле от Кале она была принята графом Саутгемптоном, лордом-адмиралом, лордом Уильямом Говардом, сэром Фрэнсисом Брайеном, лордом Греем Уилтонским, лордом Гастингсом, Лордом Клиффордом, лордом Гербертом, лордом Тейлбушем, сэром Томасом Сеймуром, сэром Генри Найветтом, мистером Грегори Кромвелем, а другими членами обширной свиты.
Поездка в Англию была запланирована на вторую половину дня пятницы, однако погода оказалась настолько плохой, что думать о переправе в это время было бесполезно. В субботу лорд-адмирал развлекал Анну Клевскую, показывая ей корабль, приготовленный к ее отплытию, и другие корабли в гавани, весело украшенные, с людьми на верхушках, в саванах и с гербами. В ее честь был сделан ружейный залп, а после банкета состоялся рыцарский поединок. Сильные ветры и бурное море продолжались до субботы 27 декабря, когда погода благоприятствовала переправе, и Анна Клевская наконец прибыла в Англию, высадившись в Диле, в графстве Кент.

### Великий Лондонский Сбор, 1539 год
В 1539 году в ответ на потенциальную угрозу вторжения войск его католических врагов, германского императора Карла V и французского короля Франциска I, король Англии Генрих VIII готовились к худшему, укрепляя берега и снаряжая свой флот, и приказали собрать всех своих подданных мужского пола в возрасте от шестнадцати до шестидесяти лет. Лорд-мэр Лондона приказал провести всеобщий сбор граждан в Лондоне, в четверг, 8 мая. Это было грозное проявление королевской власти — три дивизии, каждая по пять тысяч человек, прошли через город к Вестминстерскому дворцу, где король стоял в своей сторожке, чтобы посмотреть на них, когда они проходили мимо. По оценкам лорда-канцлера Томаса Одли, численность армии составляла около шестнадцати с половиной тысяч человек. Томас Кромвель сыграл свою роль, послав большое количество людей и оружия среди жителей Лондона. Их возглавлял настоящий лес копьеносцев, лучников и артиллеристов, а за ними следовали орудия, запряженные в повозки, двигавшиеся через город, чтобы пройти парадом мимо Генриха VIII в Вестминстере. В этом шествии участвовали Грегори Кромвель и Ричард Кромвель, сын и племянник Томаса Кромвеля.

## Падение Томаса Кромвеля, 1540 год
1540 год должен был стать годом триумфов и слез для семьи Кромвелей. В январе Элизабет, леди Кромвель, была назначена в дом новой королевы, Анны Клевской. В марте, во время виртуальной охоты на ведьм против «еретических» проповедников Стивена Гардинера, епископа Винчестерского, Грегори Кромвель попросил Генри Доуза написать письмо с подробным описанием отречения Уильяма Джерома, викария Степни. Это было важно, так как Степни был церковью Томаса Кромвеля, где он и его семья молились. Гардинер сделал предупредительный выстрел в сторону своего соперника. Все пользуясь королевской милостью, Томас Кромвель был провозглашен графом Эссекским 17 апреля, а его сын Грегори принял титул лорда Кромвеля (от второго титула его отца — барон Кромвель изУимблдона в графстве Суррей). 18 апреля Томас Кромвель был назначен великим камергером.

### Первомайские бои, 1540
В мае 1540 года Грегори, ныне лорд Кромвель, и его двоюродный брат Ричард Кромвель приняли участие в первомайских поединках, проходивших в Вестминстерском дворце. Состязания начались в субботу, 1 мая, и продолжались целую неделю. Рыцарские поединки были объявлены во Франции, Фландрии, Шотландии и Испании для всех, кто будет соперничать с претендентами Англии.
Среди претендентов были сэр Джон Дадли, Сэр Томас Сеймур, Сэр Томас Пойнингс, сэр Джордж Кэрью, Энтони Кингстон и Ричард Кромвель. В тот день претенденты вышли на ристалище богато одетыми, их лошади были закованы в белый бархат, впереди ехали рыцари и джентльмены, одетые в белый бархат и белый сарсенет, а все их слуги-в белых сарсенетовых камзолах и чулках по Бургундской моде. Чтобы сразиться с ними, вошли сорок шесть подсудимых во главе с Генрихом, графом Сурреем, включая лорда Уильяма Хейворда, лорда Эдварда Клинтона, лорда Грегори Кромвеля и других, которые все были богато одеты. Когда рыцарские поединки закончились, претенденты поехали на Дарем-Плейс, богато украшенную, с огромными шкафами с тарелками, выставленными напоказ, и где они держали открытую домашнюю утварь во время турнира. Вкусная еда и напитки были в изобилии, и менестрели играли постоянно. Там устраивались пышные пиры и ужины, на которых присутствовали король, королева и ее фрейлины, весь двор и все прочие гости. Гостям «подавали каждый обед с их собственными слугами по обычаю войны, их барабан предупреждал всех домашних Офицеров против каждого приема пищи». На второй день поединков мистер Энтони Кингстон и Ричард Кромвель были сделаны рыцарями. Ричард Кромвель так поразил короля своей доблестью, что ему подарили бриллиантовое кольцо с собственного пальца короля.

### Надвигающаяся буря

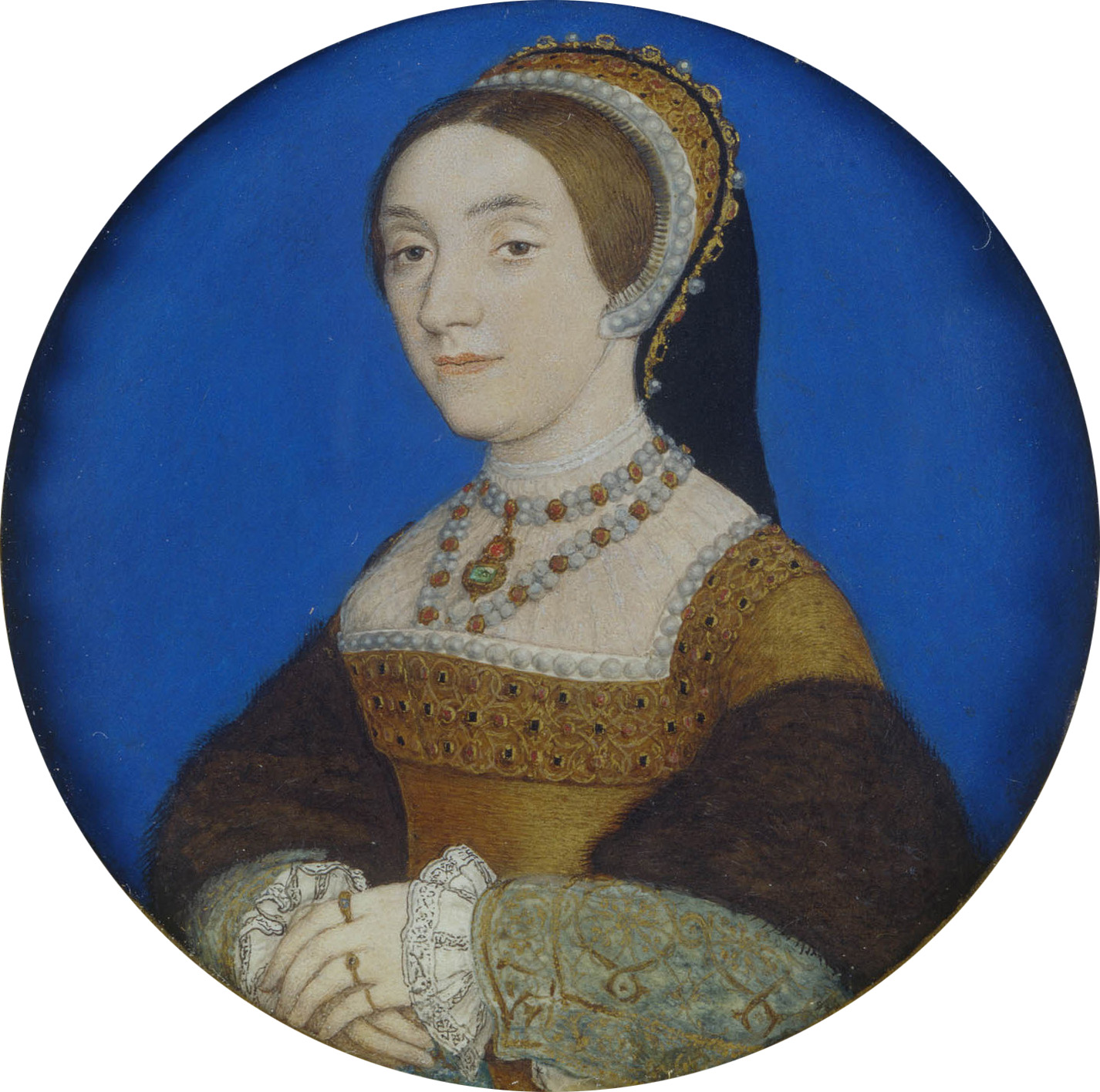
Екатерина Говард (1520—1542), пятая жена короля Англии Генриха VIII, виндзорская версия миниатюры Ганса Гольбейна

Волна успеха была недолгой для Томаса Кромвеля. Стивен Гардинер, епископ Уинчестерский, консерватор-традиционалист, был полон решимости уничтожить своего заклятого врага Кромвеля, обвинив его в поддержке еретических проповедников, тем самым разрушив его программу религиозных реформ. В то же время политический соперник Кромвеля и религиозный консерватор Томас Говард, 3-й герцог Норфолкский, который упорно настаивал на акте шести статей быть принятым в парламенте, поднималось в пользу и быстро становилось угрозой. В мае 1539 года был принят Акт из шести статей, который подтвердил некоторые католические принципы в Англиканской церкви Генриха VIII. Генрих VIII уже провел черту на песке в вопросе о религиозной реформе, и Кромвель оказался в невыгодном положении в отношении своей реформистской политики. Французский посол Шарль де Марийяк отметил «раскол среди министров этого короля, которые пытаются уничтожить друг друга». Партия Кромвеля, казалось, одержала верх, но ситуация вот-вот должна была измениться к худшему.
Томас Кромвель был в безопасности лишь до тех пор, пока сохранял королевскую милость. Однако король нашел свою новую жену Анну Клевскую особенно непривлекательной, и, поскольку она больше не приносила никакой политической пользы, он захотел развестись. Кромвель понимал, что развод обернется для него огромной потерей лица как организатора брака и связанных с ним политических махинаций и что это может привести не только к его гибели, но и к концу Реформации в Англии. Он совершил роковую ошибку, колеблясь, когда король попросил его найти решение, чтобы положить конец этому браку. Воспользовавшись недовольством короля в браке и нерешительностью Томаса Кромвеля по поводу развода, Гардинер и Норфолки вместе разработали план свержения графа Эссекса. Норфолк использовал свою хорошенькую юную племянницу Кэтрин Говард при дворе, чтобы отвлечь короля; и пока Генрих VIII отвлекался, он и Гардинер замышляли гибель своего соперника. Стивен Гардинер развлекал короля и девушку в своем епископском дворце, в то время как их агенты искали любые убийственные улики, которые могли быть использованы против Кромвеля.
Почувствовав угрозу, после ареста епископа Чичестерского Ричарда Сэмпсона Гардинер и Норфолк решили нанести упреждающий удар. Кромвеля обвинили в сакраментальной ереси, то есть в отрицании реального присутствия. Король Генрих был вынужден рассматривать своего главного министра как препятствие для смещения Анны Клевской и замены ее Екатериной Говард.

### Арест

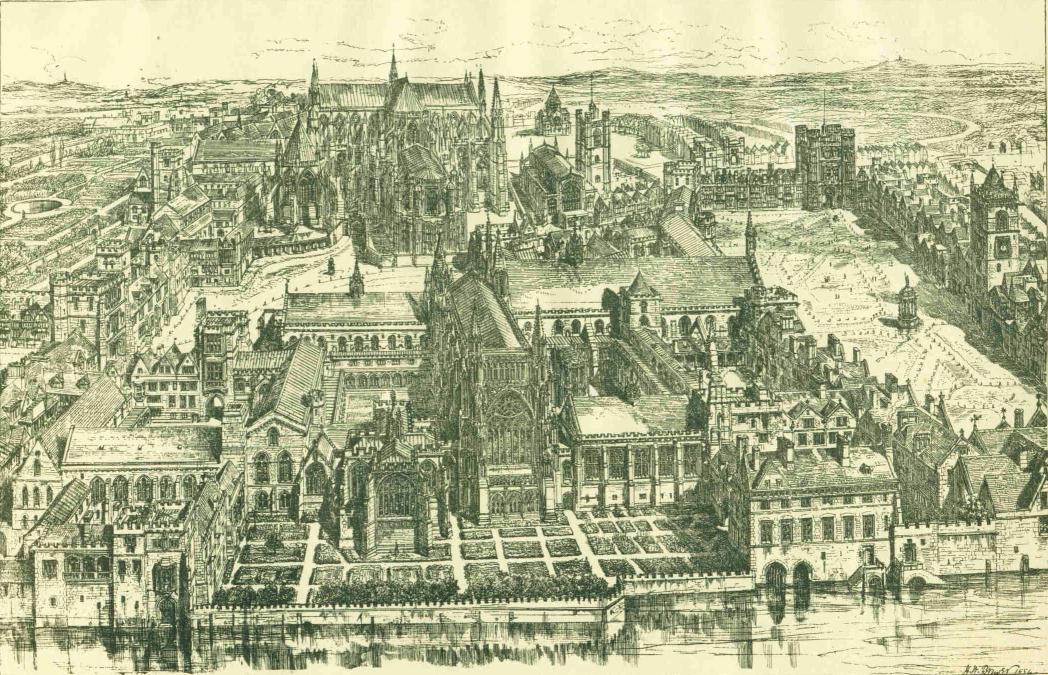
Вестминстерский дворец в правление короля Генриха VIII

Томас Кромвель был внезапно арестован на заседании совета в 3 часа дня 10 июня 1540 года по сфабрикованному обвинению в измене и ереси, доставлен в Тауэр и заключен в тюрьму. Французский посол Шарль де Марийяк так описал его арест в зале Совета в Вестминстере:
"Как только капитан стражи объявил, что ему поручено заключить его в плен, Кромвель в ярости бросил шляпу на землю, сказав герцогу Норфолку и другим членам Тайного совета, собравшимся там, что это награда за его заслуги, и что он взывает к их совести относительно того, был ли он предателем; но так как с ним обошлись таким образом, он отказывается от всякого прощения, поскольку он никогда не думал, что кого-то оскорблял, и только просит короля не мучить его долго. В этой связи одни заявили, что он предатель, другие — что его следует судить в соответствии с изданными им законами, которые были настолько кровожадными, что часто слова, сказанные случайно с добрыми намерениями, считались государственной изменой. Герцог Норфолк, упрекнув его в совершенных им «мерзостях», сорвал с него орден Святого Георгия, который Кромвель носил на шее, и Адмирал, чтобы показать себя таким же большим врагом в невзгодах, каким его считали другом в достатке, развязал Подвязку. Затем через дверь, открывающуюся к воде, его посадили в лодку и доставили в Тауэр, чтобы не вызвать подозрений жителей города, пока они не увидят всех королевских лучников под командованием мистера Чейни у дверей дома заключенного, где они провели инвентаризацию его имущества. "
По словам хрониста шестнадцатого века Эдварда Холла, тех, кто искренне оплакивал арест Кромвеля, было намного больше, чем тех, кто радовался. Кромвель, который был достаточно смелым, чтобы осуществить радикальные изменения в изначально консервативном обществе, таком как Англия, ни в коем случае не был популярным человеком. Французский посол Марийяк, сообщая новость об аресте Кромвеля королю Франциску I, писал, что «учитывая, что общественные дела таким образом полностью меняют свой курс, особенно в том, что касается новшеств в религии, главным автором которых был Кромвель, новость кажется такой важной, что ее следует немедленно написать».
Грегори Кромвель должен был находиться поблизости, в Палате общин, в Вестминстере, когда его отца арестовали, и, должно быть, поспешил сообщить об этом своей жене Элизабет, которая находилась при дворе королевы Анны. Он и его жена оказались в очень уязвимом положении и столкнулись с возможностью собственного ареста. Будучи зависимыми от Томаса Кромвеля, они оказались бездомными — все дома Кромвеля, земли, деньги и товары были конфискованы короной (замок Лидс вскоре оказался в руках сэра Энтони Сент-Леджера) — и, без сомнения, в тяжелом финансовом положении. Весьма вероятно, что брат Элизабет, Эдвард Сеймур, в то время граф Хартфорд, ходатайствовал перед королем за супругов, давал им советы и предоставлял им жилье, а сэр Ральф Сэдлер тайно посылал Грегори вести о своем отце.
Брак Грегори с Елизаветой, сестрой покойной королевы Джейн, и его связь с Эдуардом Сеймуром, графом Хартфордским, ныне фаворитом Генриха VIII, возможно, обеспечили ему некоторую защиту от королевского гнева. Нет никаких записей о допросе Грегори или его жены в связи с арестом Томаса Кромвеля.

### Узник в Тауэре

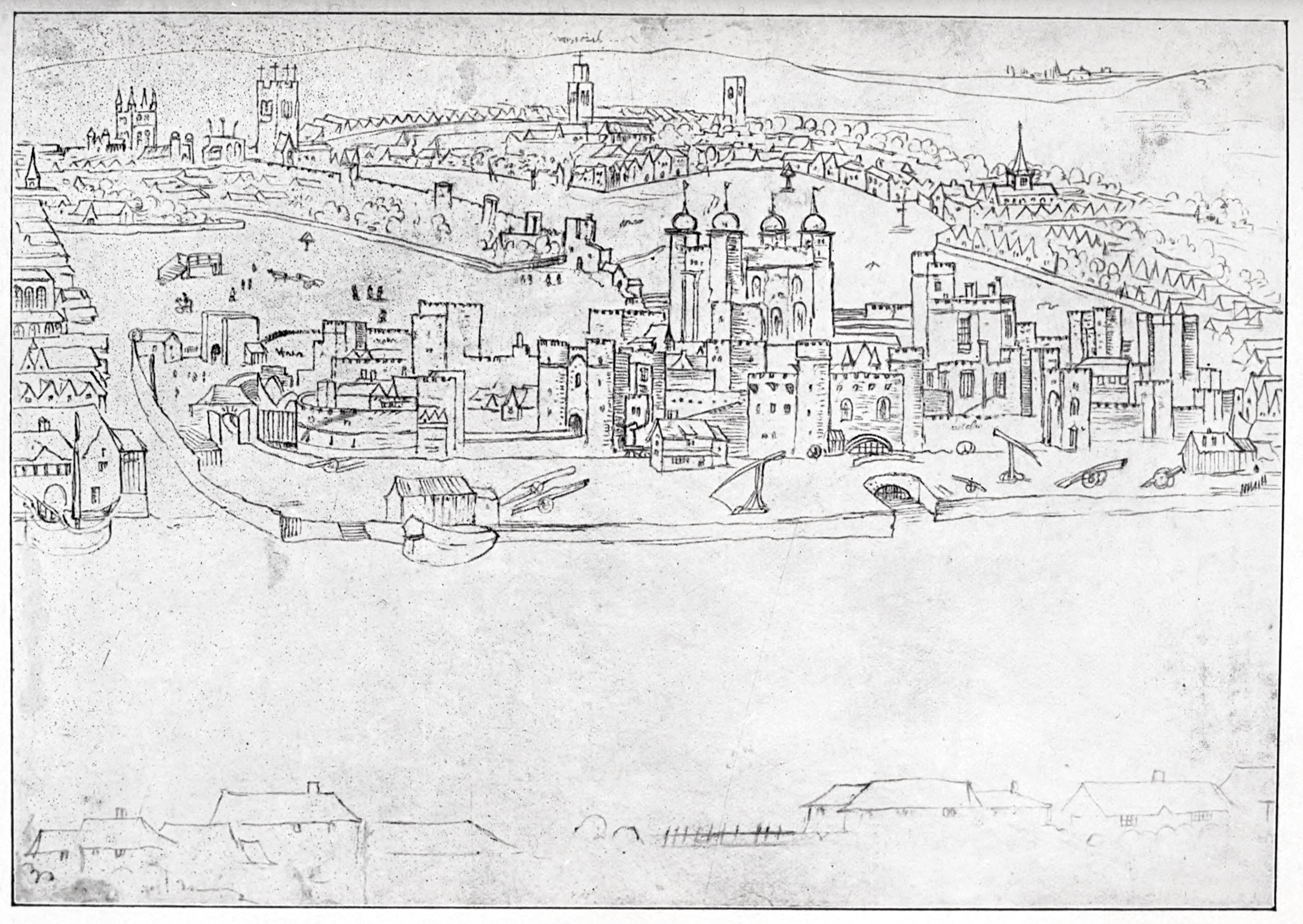
Вид на Лондон — Лондонский Тауэр около 1554—1557 года, рисунок Антона ван ден Вингерде

Судебное дело против Томаса Кромвеля было слабым. Было хорошо известно, что Кромвель выступал за религиозную реформу, хотя он не продвинулся в своей программе реформ дальше, чем это позволял король, и каждый его поступок был санкционирован королем. Кромвель не нарушал никаких законов, не нарушал никаких законов и не нарушал никаких королевских указов. Поэтому он был осужден без суда, и его приговор был впоследствии подтвержден актом самосуда. В настоящее время не сохранилось никаких записей о передвижениях Грегори и Элизабет.
Со дня ареста Томаса Кромвеля и до 16 июня, когда он был официально допрошен Норфолком и Томасом Одли, давал письменные ответы на вопросы и писал подробные письма по приказу короля, все еще оставалась слабая надежда на отсрочку. Однако 17 июня Билль о достижениях был принят. впервые его услышали в парламенте, и Кромвель узнал бы о своей ужасной судьбе.
29 июня в обеих палатах парламента был принят Биль о лишении прав, и судьба Томаса Кромвеля была решена. Неизвестно, присутствовал ли Грегори Кромвель в Палате общин во время судебного разбирательства против своего отца.

### Смерть Томаса Кромвеля

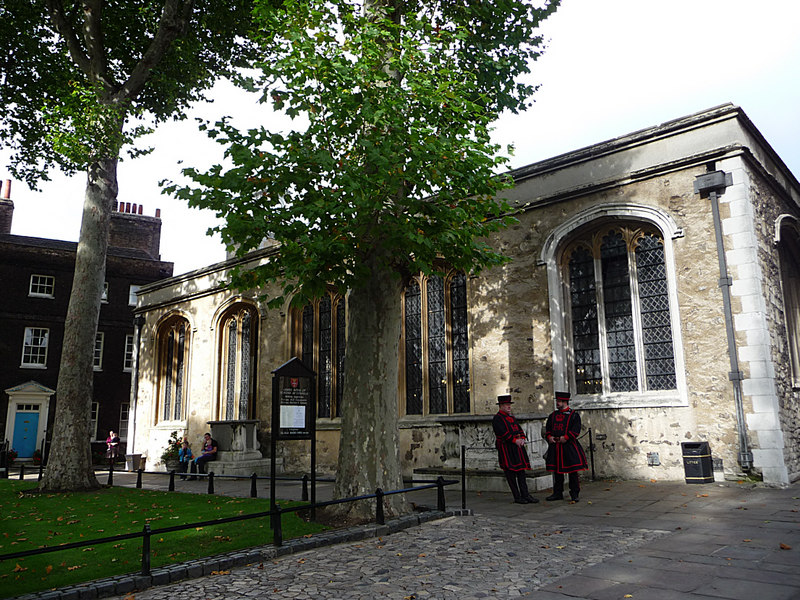
Часовня Святого Петра в оковах внутри Лондонского Тауэра

Томас Кромвель был обезглавлен на Тауэр-Хилл 28 июля 1540 года. После смерти своего отца Грегори не мог наследовать ему в качестве графа Эссекса и барона Кромвеля (из Уимблдона в графстве Суррей).
Грегори и Элизабет не были замешаны в деле Томаса Кромвеля, хотя прошло много месяцев, прежде чем их отчаянное положение разрешилось. Их жизни все еще были в опасности из-за все более параноидального короля. Неизвестно, присутствовали ли Грегори и его семья при казни Томаса Кромвеля, но король разрешил достойно похоронить его любимого отца под полом в часовне Святого Петра в оковах в Тауэре.
Среди тех, кто искренне оплакивал Томаса Кромвеля, помимо Грегори и его семьи, были его протеже и близкие друзья: сэр Ральф Сэдлер, с детства живший в его доме, который получил от него образование и знал Грегори Кромвеля с самого его рождения. Томас Кромвель был крестным отцом двух первых сыновей Сэдлера. Именно Сэдлеру удалось заполучить портрет Томаса Кромвеля кисти Гольбейна и сохранить его в тайне в течение оставшихся лет правления Генриха VIII.
Сэр Ричард Кромвель, его племянник, ходил в открытом трауре после позора и казни своего дяди, что было очень храбрым поступком при дворе Генриха VIII. Поэт Сэр Томас Уайатт, пользовавшийся расположением Кромвеля, написал красноречивое оплакивание своей личной потери

### Последствия
Во время своего ареста в 1540 году Томас Кромвель был одним из богатейших землевладельцев Англии. Это был "конечный результат активной десятилетней купли-продажи земель, дополненной крупными монастырскими и другими королевскими грантами. Грегори, как его единственный наследник, должен был унаследовать огромное состояние. Вместо этого в течение следующих нескольких лет земли и имущество его отца были розданы королем другим. Грегори Кромвель, его жена и их дети столкнулись с неопределенным будущим.
В течение нескольких месяцев после казни Томаса Кромвеля король Генрих VIII оставался убежден в виновности своего покойного главного министра, и на всех, кто был тесно связан с покойным графом Эссексом, смотрели с подозрением и пристально следили. Напряженность внутри суда была очень высока.
Дело дошло до конца вечером 17 января 1541 года, когда послы Эсташс Шапюи и Шарль де Марийяк доложили своим сюзеренам, что сэр Томас Уайатт, сэр Ральф Сэдлер и другие безымянные арестованы. На следующее утро они были доставлены из Хэмптон-Корта со связанными руками в сопровождении 24 лучников в Тауэр. Марийяк писал Монморанси, что Томаса Уайета «привели в Тауэр таким связанным и скованным, что можно подумать, будто он болен, ибо по обычаю их ведут в тюрьму свободными», отмечая, что это «должно быть какое-то великое дело, ибо у него есть враги все, кто выступал против Кромвеля, чьим фаворитом он был».
Сэр Ральф Сэдлер смог оправдаться и был освобожден через несколько дней. Сэр Томас Уайетт был освобожден в марте следующего года по просьбе королевы Екатерины Говард. Сэдлер, должно быть, предоставил своим следователям в Тауэре весьма убедительные доказательства, достаточные не только для того, чтобы добиться своего освобождения, но и для того, чтобы убедить короля подвергнуть сомнению судьбу своего покойного главного министра.

## Пэрство и рыцарство

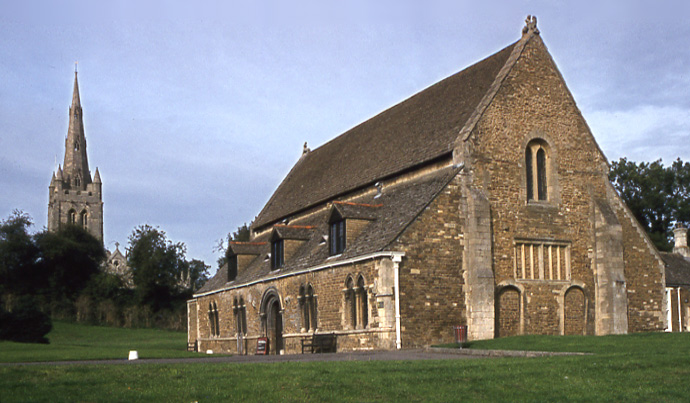
Большой зал замка Окем

18 декабря 1540 года, менее чем через пять месяцев после казни своего отца, Грегори Кромвель был назначен бароном Кромвелем по патенту и вызван в парламент в качестве пэра королевства. Этот титул был новой креацией, а не восстановлением утраченного баронства его отца.
Теперь он был лордом Кромвелем, 1-м бароном Кромвелем по праву. Когда Томас Кромвель был провозглашен графом Эссекским 17 апреля 1540 года, его сын Грегори принял титул лорда Кромвеля от второго титула своего отца, лорда Кромвеля, 1-го барона Кромвеля (из Уимблдона в графстве Суррей). Грегори Кромвель никогда не был бароном Кромвелем (из Уимблдона в графстве Суррей) в своем собственном праве и только держал титул учтивости в течение нескольких недель до ареста своего отца и последующего достижения, когда титул был утрачен.
Генрих VIII пожаловал Окем Томасу Кромвелю в июле 1538 года. В ноябре 1538 года поместье перешло к Грегори и его жене Елизавете в пожизненное владение, а остальное — к их сыну Генриху. Таким образом, Окем избежал конфискации во время захвата и казни Томаса Кромвеля и был удержан его потомками. В феврале следующего 1541 года Грегори получил от короля некоторые земли, принадлежавшие его покойному отцу.
Аббатство Лонд в Лестершире должно было стать главным фамильным поместьем. Это усадьба, построенная на месте августинского монастыря, основанного в 1119 году. Томас Кромвель купил Аббатство Лонде за 1500 фунтов, но не дожил до того, чтобы поселиться там. Грегори завершил строительство усадебного дома на месте монастыря и жил там со своей семьей с 1541 года до своей смерти в 1551 году.
Грегори Кромвель был назначен рыцарем Ордена Бани на коронации короля Эдуарда VI, 20 февраля 1547 года.

## Поздние годы

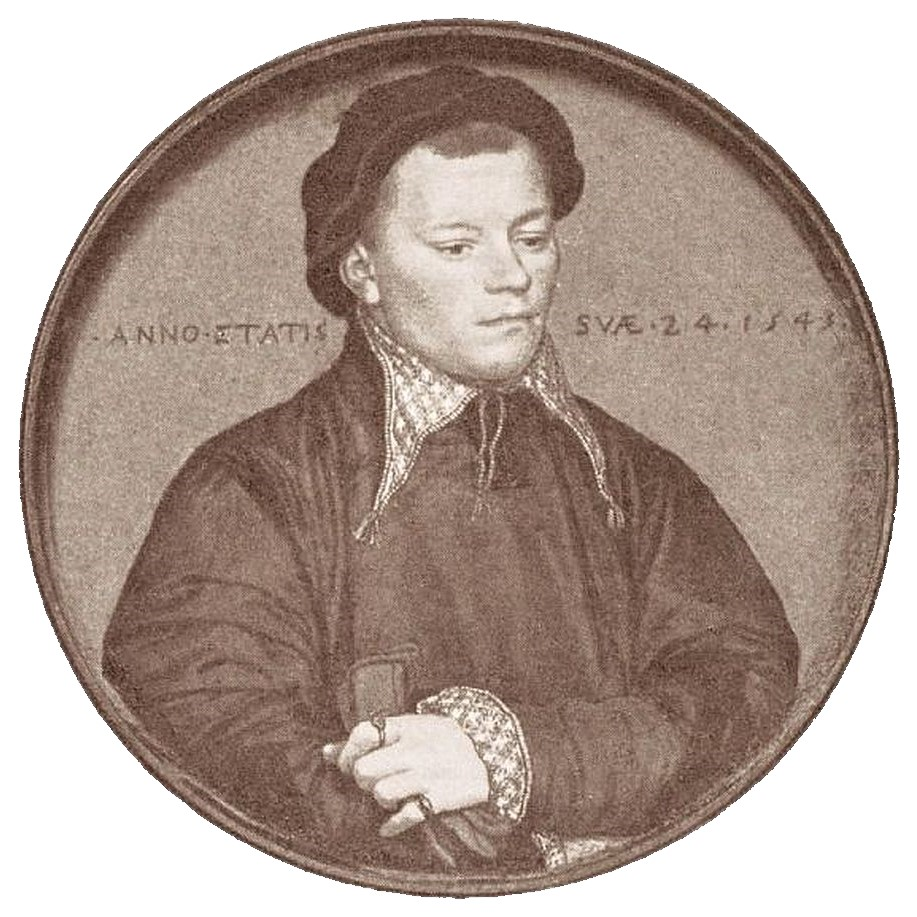
Человек в возрасте 24 лет, возможно, Грегори Кромвель (ок. 1520—1551), 1543, Ганс Гольбейн-младший.

Грегори Кромвелю удалось избежать ловушек тюдоровской знати. Он не участвовал в придворной политике и в течение последних десяти лет своей жизни совмещал управление своими поместьями и управление графством с посещением Палаты лордов, где у него был отличный послужной список.
Он был близок со своим двоюродным братом, сэром Ричардом Кромвелем, своим бывшим наставником Генри Доузом, сэром Ральфом Сэдлером и Уильямом Сесилом, который был одним из личных секретарей герцога Сомерсета и главным распорядителем в доме герцога. Сэр Ричард Кромвель умер всего через четыре года после смерти Томаса Кромвеля. Грегори Кромвель стал очень богатым человеком, накопив огромное количество земли, в дополнение к земле, предоставленной ему его отцом в 1538 году, через несколько королевских грантов.
Грегори Кромвель получил во владение ряд земель в графствах Лестершир, Нортгемптоншир, Ратленд и Норфолк.
Жизнь Грегори Кромвеля была хоть и недолгой, но насыщенной событиями. Он пережил последние бурные годы правления Генриха VIII, видел, как приходили и уходили его королевы и придворные, пережил казнь своего отца, стал свидетелем эпидемий чумы и потоотделения, унесших его друзей и родственников, пережил много политических, социальных и религиозных потрясений. Хотя его освобождение от посещения короля во время войны во Франции в 1544 году может свидетельствовать о болезни или ранении, от которого он, по-видимому, полностью выздоровел.
За время своего пребывания в Палате лордов он принял участие в нескольких громких судебных процессах, в частности в деле о смерти Кэтрин Говард 8 февраля 1542 года, а также Генри Говарда, графа Суррея, и Томаса Говарда, 3-го герцога Норфолка, в январе 1547 года. В 1547 году он участвовал в похоронах Генриха VIII, будучи одним из лордов, несущих балдахин над гробом покойного короля. 28 февраля 1549 года он присутствовал в Палате лордов, когда Билль о лишении прав был принят в отношении брата его жены Томаса Сеймура и снова в январе 1550 года во время судебного процесса против своего шурина и покровителя Эдварда Сеймура, герцога Сомерсета.

## Смерть и преемственность

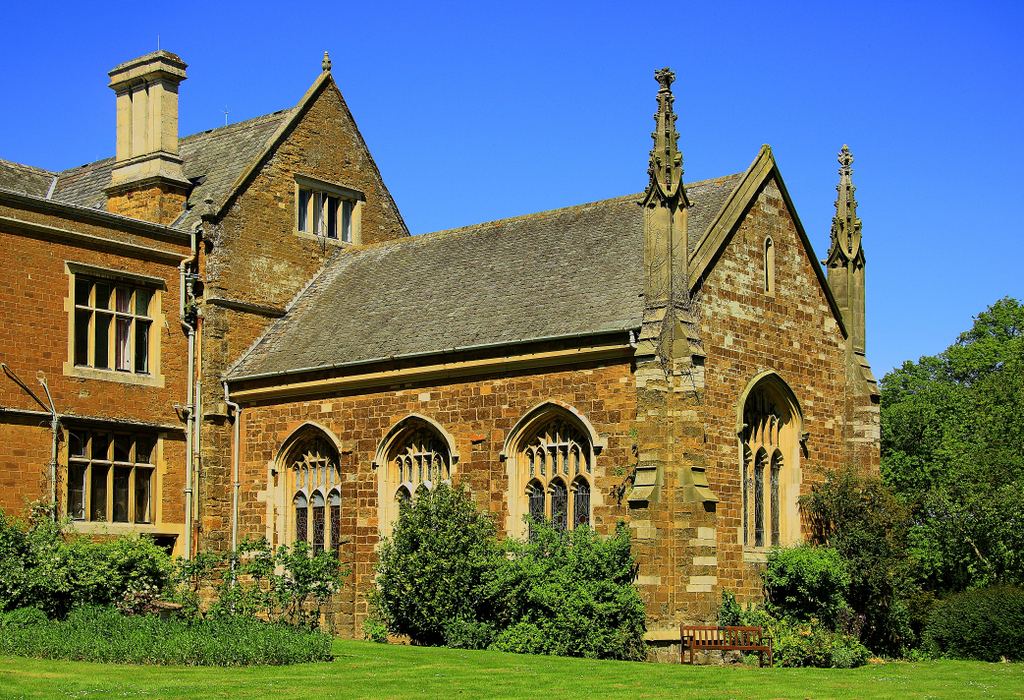
Часовня Лонд-Абби

Грегори Кромвель скончался от потливости 4 июля 1551 года в своем доме, аббатстве Лонде, Лестершир , и 7 июля 1551 года был похоронен в великолепной усыпальнице в тамошней часовне. Его жена тоже была больна, но выжила. Ему наследовал его старший сын Генри Кромвель, 2-й барон Кромвель. Внук Генри, Томас Кромвель, 4-й барон Кромвель, с 22 ноября 1624 года 1-й виконт Лекейл, был назначен графом Ардгласс в системе пэрства Ирландии 15 апреля 1645 года. 26 ноября 1687 года, когда умер Вер Эссекс Кромвель, 4-й граф Ардгласс и 7-й барон Кромвель, все эти три титулы угасли. Леди Кромвель впоследствии вышла замуж, между 10 марта и 24 апреля 1554 года, за сэра Джона Паулета (1510—1576), впоследствии лорда Сент-Джона, старшего сына сэра Уильяма Паулета, 1-го маркиза Уинчестера. Она умерла 19 марта 1568 года и была похоронена 5 апреля в церкви Святой Марии в Бейсинге, графство Хэмпшир.

## В культуре
Грегори Кромвель был сыгран актером Джеком Уэстом в финале 3 сезона кабельного телевизионного сериала Тюдоры. В романе Хилари Мэнтел «Вулфхолл», который предлагает сочувственное изображение возвышения Томаса Кромвеля, Грегори изображен как похожий на ребенка, немного неумелый, но симпатичный молодой человек.
В историческом романе «Введите обвиняемых», нашумевшем продолжении «Волчьего зала» Хилари Мэнтел, изображен молодой человек, достигший совершеннолетия с уверенностью — все еще наивный, но с потенциалом; его играет в телевизионной адаптации Би-би-си Том Холланд. В постановке второй части «Волчьего зала» Грегори (его играет Бенедикт Гастингс) — умный молодой человек, который понимает, почему его отец должен быть иногда безжалостным, но все еще достаточно молод, чтобы ужаснуться действиям своего отца, особенно в отношении «любовников» Анны Болейн.